# Asthenes maculicauda
Cesteiro-estriado ou lenheiro-estriado (Asthenes maculicauda) é uma espécie de ave da família Furnariidae.
Pode ser encontrada nos seguintes países: Argentina, Bolívia e Peru.
Os seus habitats naturais são: campos rupestres subtropicais ou tropicais.